# Le avventure del ragazzo del palo elettrico
Le avventure del ragazzo del palo elettrico (電柱小僧の冒険?, Denchu Kozou no Boken) è un mediometraggio del 1987 diretto da Shin'ya Tsukamoto.

## Trama
Hikari è uno studente liceale con un palo come quelli della rete elettrica che gli spunta dalla schiena, che per questo viene aggredito dai bulli; viene salvato da una di queste aggressioni dalla sua compagna di scuola Momoko. Hikari viene poi trasportato di 25 anni nel futuro grazie a una macchina del tempo; qui incontra un'insegnante di mezza età di nome Sariba, che gli racconta che da dieci anni il mondo è in balia di una setta di vampiri (la Shinsengumi), che hanno creato un'enorme nube artificiale per avere maggiore libertà di movimento e che intendono crearne un'altra ancora più fitta che avvolga per sempre la Terra nelle tenebre. Sariba chiede quindi a Hikari di aiutarla nella sua lotta, cosa che il ragazzo accetta. 
Il primo scontro con i vampiri però si rivela un insuccesso, e Hikari si demoralizza; tuttavia si rincuora quando scopre, tramite un album di fotografie, che la signora Sariba è nientemeno che Momoko, e un altro "ragazzo del palo elettrico", appartenente a un'altra epoca, gli appare spiegandogli che è stato lui a farlo viaggiare nel futuro perché salvi il futuro dell'umanità.
Hikari e Sariba s'intrufolano nel covo dei vampiri, dove scoprono che questi stanno creando, con una strana macchina, una donna artificiale (una "nuova Eva") perché partorisca la nuvola tenebrosa (il "nuovo Adamo"). I tentacoli della macchina attaccano Sariba e ne fanno strazio; quando tutto sembra perduto, la lampada attaccata al palo di Hikari s'illumina più che mai, annichilendo i vampiri e disperdendo la nube tetra. Il mondo è salvo: la figlia di Sariba dice a Hikari che ha adempiuto al suo compito e il ragazzo può tornare al suo tempo, pronto a iniziare una nuova vita con Momoko.